# 여제 (타로)

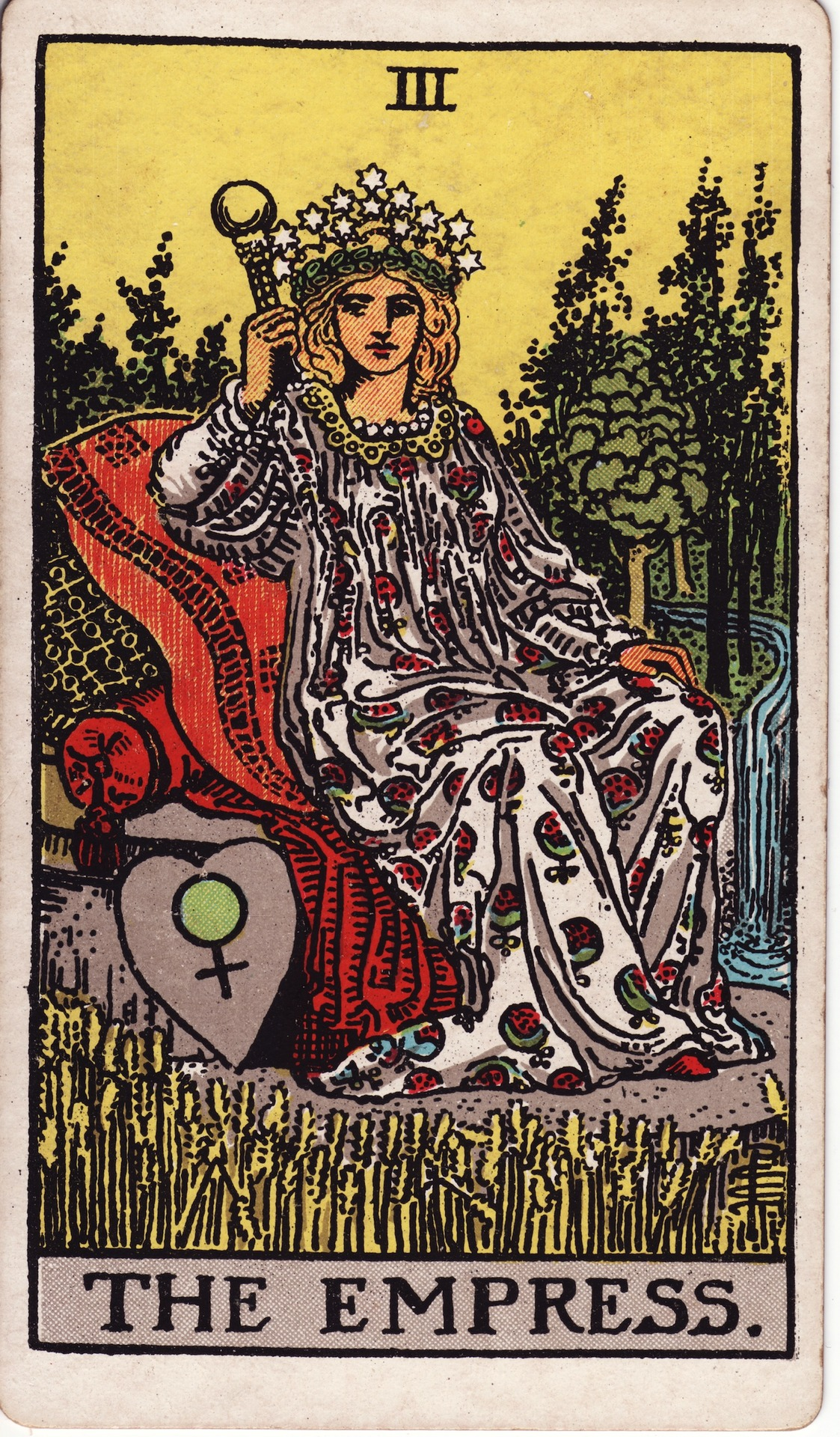
웨이트판 타로의 여제

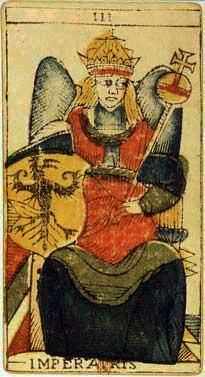
마르세유판 타로의 여제

여제(女帝, 프랑스어: L'Impératrice)는 타로의 메이저 아르카나에 속하는 카드의 1매다. 카드 번호는 '3'.

## 카드의 의미
정위치의 의미
정위치의 의미 : 장수, 진취성, 번영, 풍요로움, 은밀함, 의심, 무지, 모권, 애정, 정열, 풍만, 포용력, 여성적 매력, 가정의 형성.
역위치의 의미
역위치의 의미 : 우유부단, 복잡한 문제의 해결, 좌절, 경솔, 허영심, 질투, 정서 불안정, 나태.
아서 에드워드 웨이트의 타로 도해의 해설에서는 '결실·행동·세월의 길이·미지의 것'을 의미한다고 여겨진다.

## 카바라와의 관계
히브리 문자는 다렛트(ד), 다만 복수의 이설이 있다. 코크마와 비나의 세피라를 결합하는 경에 관련지을 수 있다고 한다.

## 점성술과의 대응
이하와 같은 제설이 있다.
- 별자리：쌍아궁설[1], 처녀궁설, 천칭궁설, '거해궁+천칭궁'설[2]
- 행성：금성설[3], 화성설, 수성설[4], 지구설, '달+금성'설[5]

## 우화의 해석
2번의 '여교황'이 순수하게 영적인 여성상(소녀)을 나타내는데 대해, 이 카드는 '영적 세계안의 현세적 요소'로서의 여성상(모친상)을 나타낸다.
마르세유판 타로에는 왕관을 덮어 쓰고 옥좌에 앉아 황금의 석장과 독수리의 문장이 들어간 방패를 손에 넣고 있는 구도로 그려져 있다. 황금의 석장에는 '지상적인 현실'을 나타낸다고 여겨지는 구체와 '영'을 나타낸다고 여겨지는 십자가가 장착되고 있다. 또, 옥좌 자체가 여성의 등으로부터 나는 한 벌의 날개처럼 보이는 것부터, 타판의 카드로는 날개를 가진 여신으로서 그려지는 케이스도 있어, 이 카드가 '황제'의 카드 등과 비교해 특히 '영적 요소'를 강조하고 있는 것을 읽어낼 수 있다.
방패에 그려진 황금의 독수리는 왕가의 문장으로서 넓게 채용되는 모티프이며, 왕관과 함께 권력의 상징으로서 그려져 있다. 또, 여성의 오른손이 독수리의 동체를 안은 듯이 있는 것부터 독수리를 '생물'로서 파악하고 왼쪽 하단 모서리에 나는 어린 풀와 함께의 생명력을 암시하는 카드로 해서 다루어지는 것부터 대지모신의 상징으로 여겨져 자주 농작물의 수확이나 경제적인 이익과 연결시켰다고 생각할 수 있다.